# Ян Сверак
Ян Сверак (чеськ. Jan Svěrák; 6 лютого 1965) — чеський кінорежисер, сценарист, актор, кінопродюсер.
Народився у м. Жатець в родині сценариста і актора Зденєка Сверака. Навчався виробництву документальних фільмів у празькій Академії музичного мистецтва. Він і його роботи отримали десятки номінацій і нагород, включаючи Оскар, Кришталевий глобус, Золотий глобус і Токіо Гран-прі. Короткометражка «Нафтоядні» в 1989 році виграла Почесну премію іноземних фільмів Студентської премії Кіноакадемії і Спеціальний приз журі на кінофестивалі в Кракові.

## Фільмографія
| Рік  |     | Українська назва | Оригінальна назва  | Роль                             |
| ---- | --- | ---------------- | ------------------ | -------------------------------- |
| 1984 | кф  |                  | Sbohem, nádražíčko | режисер, сценарист               |
| 1985 | ф   |                  | Však su vinař      | режисер, сценарист               |
| 1987 | док |                  | Vesmírná Odysea II | режисер, сценарист /короткометр. |
| 1988 | кф  |                  | Ropáci             | режисер, сценарист               |
| 1991 | ф   | Початкова школа  | Obecná škola       | режисер                          |
| 1994 | ф   | Акумулятор 1     | Akumulátor 1       | режисер, сценарист               |
| 1994 | ф   | Їзда             | Jízda              | режисер, сценарист               |
| 1996 | ф   | Коля             | Kolja              | режисер, продюсер                |
| 2001 | ф   | Темно-синій світ | Tmavomodrý svět    | режисер, продюсер                |
| 2004 | ф   |                  | Tatínek            | режисер, сценарист               |
| 2007 | ф   | Порожня тара     | Vratné lahve       | режисер, продюсер                |
| 2010 | ф   | Повернення Куки  | Kuky se vrací      | режисер, сценарист, продюсер     |

## Громадянська позиція
У 2018 підтримав звернення Європейської кіноакадемії на захист ув'язненого у Росії українського режисера Олега Сенцова